# آیرونکلاد هلگولند
آیرونکلاد هلگولند (به انگلیسی: Danish ironclad Helgoland) یک کشتی است که طول آن ۷۹٫۱۷ متر (۲۵۹ فوت ۹ اینچ) می‌باشد. این کشتی در سال ۱۸۷۸ ساخته شد.